# Hime japonica
Hime japonica is een straalvinnige vissensoort uit de familie van de draadzeilvissen (Aulopidae). De wetenschappelijke naam van de soort is voor het eerst geldig gepubliceerd in 1877 door Günther.